# Saint-Ouen-sur-Maire
Pour les articles homonymes, voir Saint-Ouen et Maire (homonymie).
Saint-Ouen-sur-Maire est une ancienne commune française, située dans le département de l'Orne en région Normandie, devenue le 1er janvier 2016 une commune déléguée au sein de la commune nouvelle d'Écouché-les-Vallées.
Elle est peuplée de 92 habitants.

## Géographie
Saint-Ouen-sur-Maire est à 5 km d'Écouché et à 10 km de Rânes.
La Maire, affluent de l'Orne traverse la commune.
| Lougé-sur-Maire        | Batilly (comm. nouv. d'Écouché-les-Vallées) | Sevrai                 |
| Lougé-sur-Maire        | Saint-Ouen-sur-Maire                        | Sevrai                 |
| Saint-Brice-sous-Rânes | Saint-Brice-sous-Rânes                      | Saint-Brice-sous-Rânes |

## Toponymie
Le nom de la localité est attesté sous la forme Sanctus Audonus super Meram en 1255.
Paroisse dédiée à Saint Ouen (Sanctus Audoenus Rotomagensis en latin médiéval, issu du germanique Audwin) ou Dadon.
La Maire est une rivière, affluent de l'Orne (rive gauche).

## Histoire
Le 1er janvier 2016, Saint-Ouen-sur-Maire intègre avec cinq autres communes la commune d'Écouché-les-Vallées créée sous le régime juridique des communes nouvelles instauré par la loi no 2010-1563 du 16 décembre 2010 de réforme des collectivités territoriales. Les communes de Batilly, La Courbe, Écouché, Loucé, Saint-Ouen-sur-Maire et Serans (Orne) deviennent des communes déléguées et Écouché est le chef-lieu de la commune nouvelle.

## Politique et administration
| Période                                  | Période       | Identité         | Étiquette   | Qualité                    |
| ---------------------------------------- | ------------- | ---------------- | ----------- | -------------------------- |
| 1953                                     | mars 2008     | Raymond Marrière | SE          | Agriculteur                |
| mars 2008                                | décembre 2015 | Marcel Pillon    | SE puis DVD | Retraité de l'enseignement |
| Les données manquantes sont à compléter. |               |                  |             |                            |

## Démographie
En 2021, la commune comptait 92 habitants. Depuis 2004, les enquêtes de recensement dans les communes de moins de 10 000 habitants ont lieu tous les cinq ans (en 2004, 2009, 2014, etc. pour Saint-Ouen-sur-Maire) et les chiffres de population municipale légale des autres années sont des estimations.
| 1793 | 1800 | 1806 | 1821 | 1836 | 1841 | 1846 | 1851 | 1856 |
| ---- | ---- | ---- | ---- | ---- | ---- | ---- | ---- | ---- |
| 248  | 233  | 245  | 244  | 272  | 301  | 305  | 307  | 306  |

| 1861 | 1866 | 1872 | 1876 | 1881 | 1886 | 1891 | 1896 | 1901 |
| ---- | ---- | ---- | ---- | ---- | ---- | ---- | ---- | ---- |
| 307  | 252  | 191  | 187  | 154  | 152  | 130  | 113  | 90   |

| 1906 | 1911 | 1921 | 1926 | 1931 | 1936 | 1946 | 1954 | 1962 |
| ---- | ---- | ---- | ---- | ---- | ---- | ---- | ---- | ---- |
| 97   | 105  | 83   | 85   | 75   | 78   | 80   | 92   | 79   |

| 1968 | 1975 | 1982 | 1990 | 1999 | 2004 | 2009 | 2014 | 2019 |
| ---- | ---- | ---- | ---- | ---- | ---- | ---- | ---- | ---- |
| 93   | 91   | 130  | 129  | 112  | 107  | 108  | 104  | 92   |

## Lieux et monuments
- Vestiges d'une motte féodale[12].